# Encyclia tocantinensis
Encyclia tocantinensis är en orkidéart som beskrevs av Vitorino Paiva Castro och Marcos Antonio Campacci. Encyclia tocantinensis ingår i släktet Encyclia och familjen orkidéer. Inga underarter finns listade i Catalogue of Life.